# St-Denis (Nadaillac)

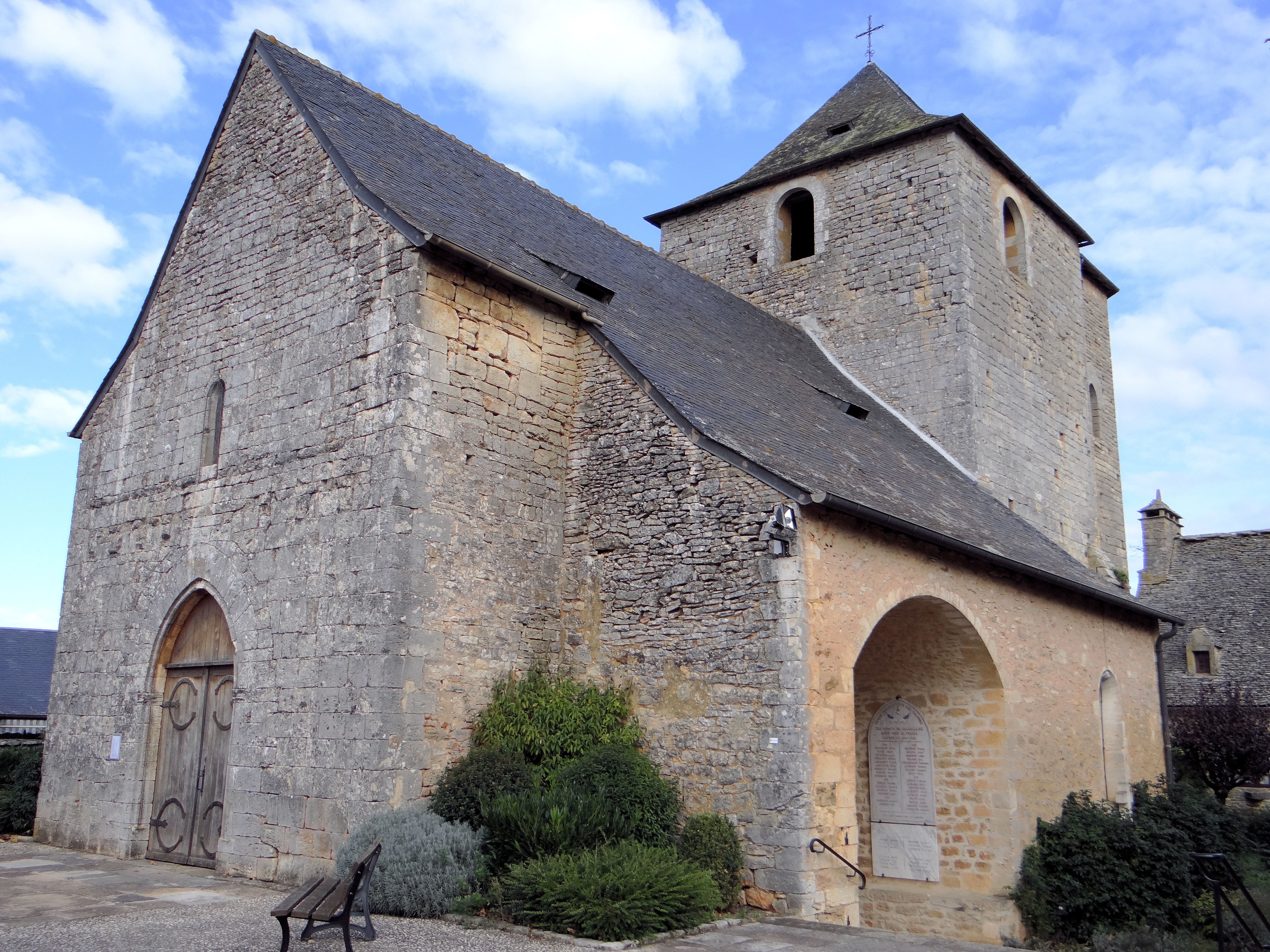
Kirche St-Denis in Nadaillac

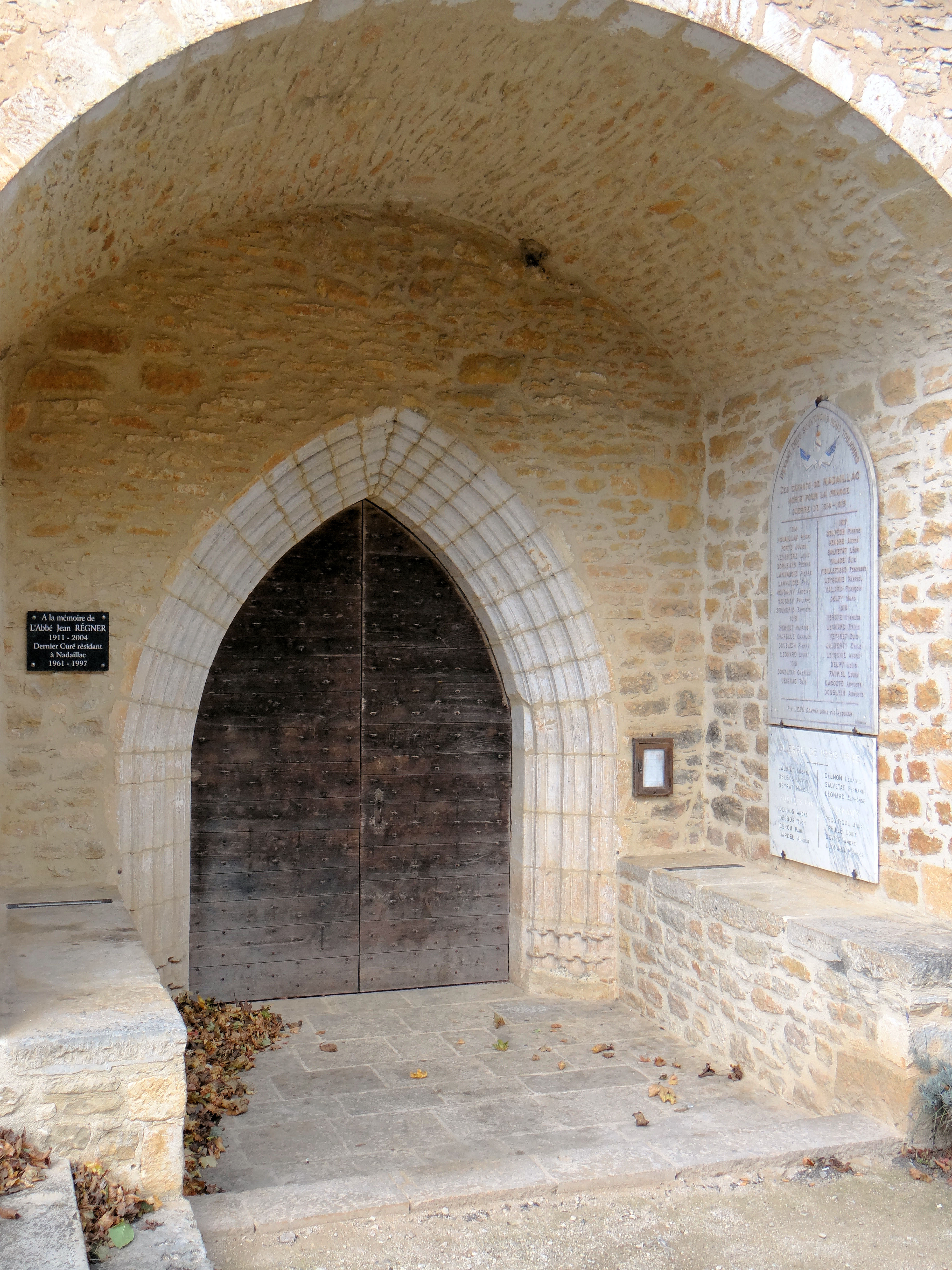
Vorhalle und Portal

Die katholische Pfarrkirche St-Denis in Nadaillac, einer französischen Gemeinde im Département Dordogne in der Region Nouvelle-Aquitaine, wurde im 12. Jahrhundert errichtet. Die Kirche ist seit 1948 als Monument historique klassifiziert.
Der Saalbau wurde im Übergangsstil zwischen Romanik und Gotik errichtet. Im 15. Jahrhundert wurden zwei Seitenkapellen angebaut und über der im Äußeren polygonal ummantelten Apsis sowie im Chorturm ein Schutzraum eingerichtet. Die gegratete Vierungskuppel ruht auf Pendentifs.